# Bataille de la Châteauguay
Guerre de 1812
Batailles
- Bataille de l'île Mackinac (1812)
- Bataille de Fort Dearborn
- Bataille de Détroit
- Campagne du Niagara
- Bataille du moulin de Lacolle (1812)

- Bataille de Frenchtown
- Combat de la Shannon et de la Chesapeake
- Bataille de York
- Bataille de la rivière Thames
- Guerre Creek
- Bataille de la Châteauguay
- Bataille de la ferme Crysler

- Bataille de l'île Mackinac (1814)
- Incendie de Washington
- Bataille de Prairie du Chien
- Bataille de Baltimore

- Bataille de La Nouvelle-Orléans

La bataille de la Châteauguay est une bataille militaire qui se déroula le 26 octobre 1813 durant la Guerre de 1812 entre la colonie britannique du  Bas-Canada, dans ce qui allait devenir le Canada, et les États-Unis.
Cette bataille est considérée comme l'un des hauts faits d'armes de l'histoire canadienne. En effet, le 26 octobre 1813, 300 miliciens, les Voltigeurs canadiens, ainsi que 22 Autochtones, commandés par Charles-Michel de Salaberry, ont repoussé une force américaine de 7 000 hommes. Les 1 500 miliciens de réserve ne prirent pour ainsi dire, aucune part à la bataille.
Le lieu historique national du Canada de la bataille de la Châteauguay est situé à Howick. 45° 09′ 31″ N, 73° 55′ 43″ O

## Histoire
L'une des stratégies américaines durant la Guerre de 1812-14 est de prendre la ville de Montréal pour couper l'approvisionnement dans le Haut-Canada. À cet effet, le Brigadier-Général James Wilkinson et le Major-Général Wade Hampton I empruntent deux voies d'invasion vers Montréal et avaient prévu se rejoindre à l'île Perrot, près de Montréal.
Devant passer à l'origine par le Lac Champlain et la Rivière Richelieu avec une force de 5 700 hommes, le M.G. Hampton surestime les forces britanniques y étant installées, et son besoin en eau potable le porte à faire un détour par le lac Upper Châteauguay, dans l'État de New York. Remarquant la Rivière Châteauguay, qui descend vers le Bas-Canada et vers Montréal, il engage 3 000 de ses hommes à le suivre. Le reste, par leur statut de miliciens, n'ont pas le droit de passer la frontière.
Le Lieutenant-colonel Charles-Michel de Salaberry, au fait des mouvements américains, avait semé des embuches le long de la Rivière Châteauguay, ralentissant la marche des américains. Arrivé à ce qui sera plus tard Allan's Corner, il y installe des lignes de défense, toujours dans le but de ralentir les Américains dans leur marche vers Montréal.
Parmi ses troupes, composées en majorité de miliciens et de volontaires, l'on remarque le corps des Voltigeurs canadiens, la troupe de volontaires qu'il a lui-même levée, en plus de l'aide appréciée de 22 Amérindiens, venant de Kahnawake, d'Akwesasne et de Lorette (Wendake).
Les ouvrages de défense que le L.-C. De Salaberry fait ériger comprennent notamment un abattis, qui sera la ligne de front, quatre lignes de défenses suivant 4 ravines profondes et naturelles, où seront installés les hommes de la réserve, qui ne participeront pas de fait, à la bataille de la Châteauguay. À la ferme Morrisson, près d'un gué du même nom, on installe l'hôpital de campagne, puis à la ferme Baker, le quartier-général pour les officiers de la réserve.
Les Américains arrivent sur le champ de bataille à partir du 21 octobre 1813, divisés en 2 brigades pour contourner les obstacles laissés par De Salaberry. Installés sur la ferme Spears, des espions et l'interrogatoire du fermier leur indiquent les positions des troupes canadiennes-britanniques. La stratégie élaborée par le M.G. Hampton est d'envoyer 1 000 hommes, dirigés par Robert Purdy sur le côté sud de la Rivière Châteauguay pour contourner les positions ennemies en prenant le gué Morrisson, alors que 1 000 autres hommes se dirigeront de face vers la ligne de front. Les 1 000 hommes restant s'occuperont du campement et de la surveillance des deux canons qu'ils ont transportés jusque-là.

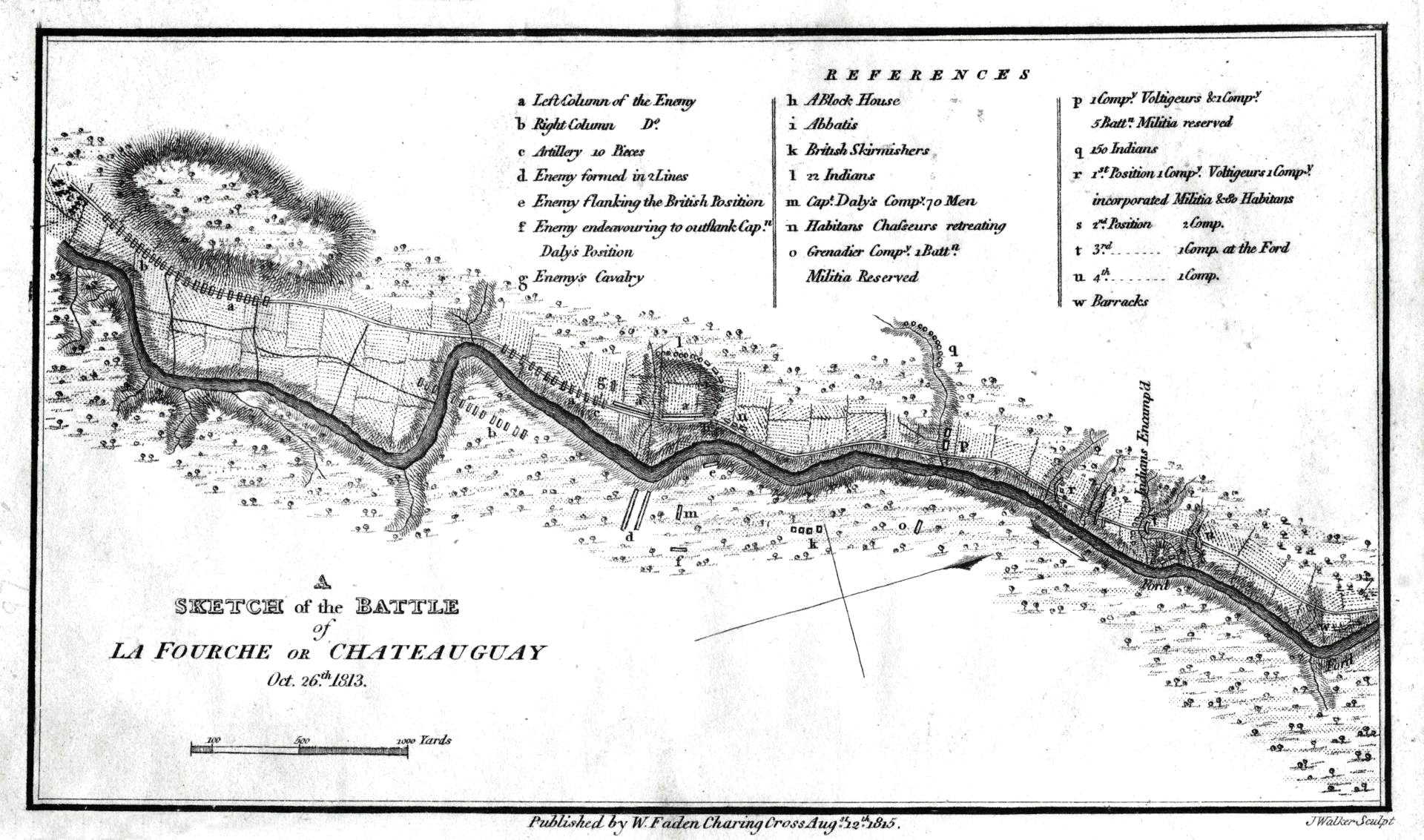
Croquis de la bataille de la Châteauguay
par Joseph Bouchette

Les hommes commandés par Purdy partent le 25 octobre au soir pour la rive sud. Au matin du 26 octobre, la seconde division prend son poste devant la ligne de front délimitée par l'abattis et échange quelques coups de feu. Ils cessent brusquement et attendent. Malheureusement, les hommes sur la rive sud se sont perdus dans les bois denses et sur le terrain marécageux. Tentant de se diriger vers le gué Morrisson, les troupes sur la rive sud rencontrent le petit groupe canadien dirigé par Jean-Baptiste Brugière. Les coups de feu tirés et la confusion règne alors sur la rive sud. Vers 14 heures, Brugière, qui a reçu des renforts de la compagnie de Daly, portant les effectifs sur le côté sud à environ 90 hommes, mais manquant de munitions, ordonne une charge à la baïonnette. Daly et Brugière sont blessés, les Américains tentent alors de contourner la petite compagnie, en rejoignant la berge de la rivière.
Le L.-C. de Salaberry, aux prises avec les forces américaines devant l'abattis, élabore diverses tactiques. Donnant ses ordres en français, ordonnant le feu à volonté, demandant aux Amérindiens de crier et de courir dans les bois, et bluffant en sonnant le clairon pour annoncer des renforts, il donne l'illusion aux Américains qu'il n'y a pas seulement 300 hommes sur la ligne de front, mais plutôt 3 000. Lorsque les Américains sur la rive sud passent sur la berge de la rivière, de Salaberry ordonne un placement en potence : les miliciens sur la rive nord entrecroisent leur tirs avec les hommes de Daly et Brugière, les Américains se trouvant alors dans une mauvaise position.
Purdy exige alors le retrait de ses hommes ; ils retournent au campement, alors qu'Hampton ordonne aussi de son côté le retour des hommes devant l'abattis. Ceci clôt l'engagement de la bataille de la Châteauguay, et les Américains retournent aux États-Unis le 29 octobre 1813.

## La bataille de la Châteauguay aujourd'hui

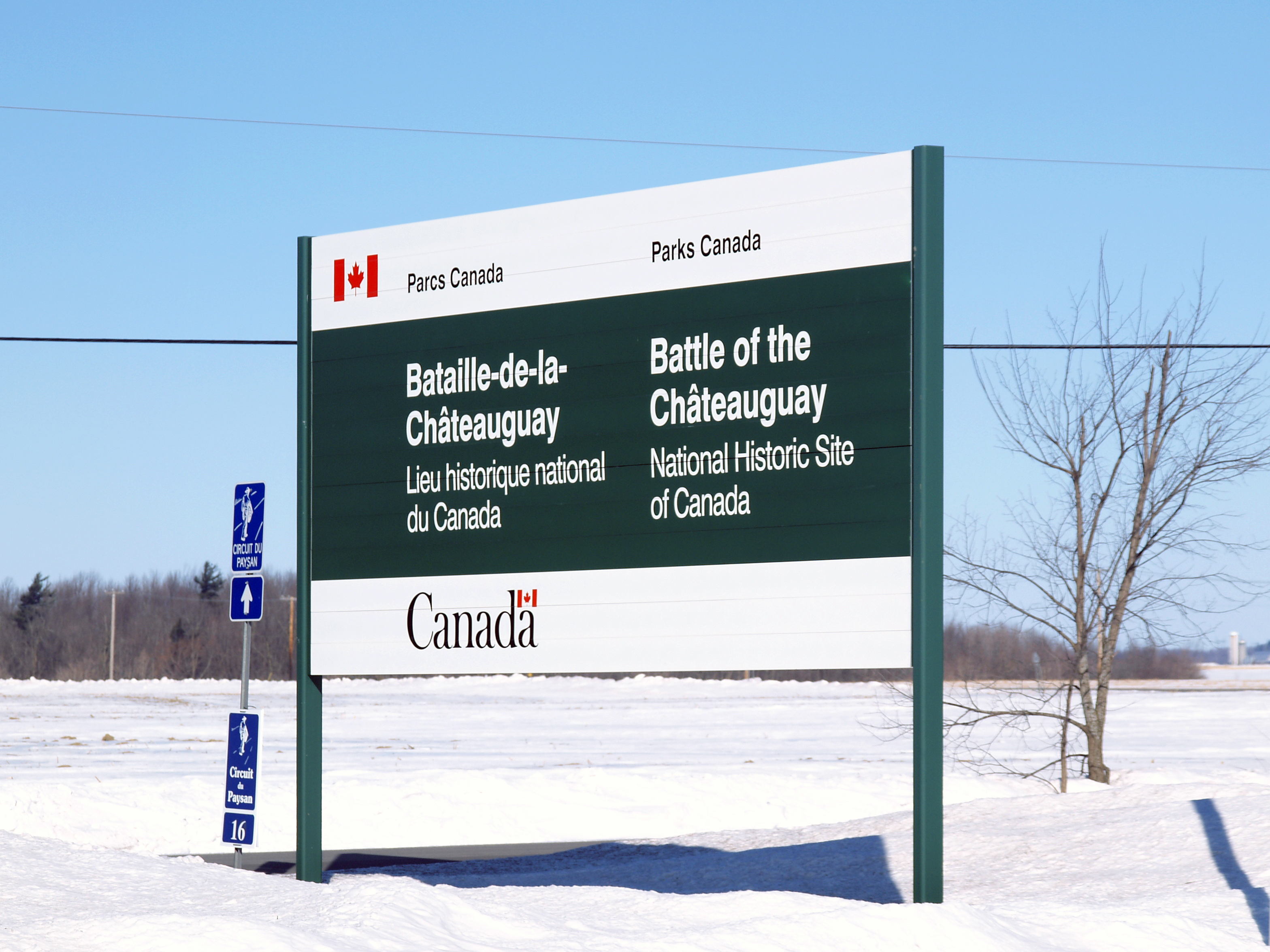
Parcs Canada

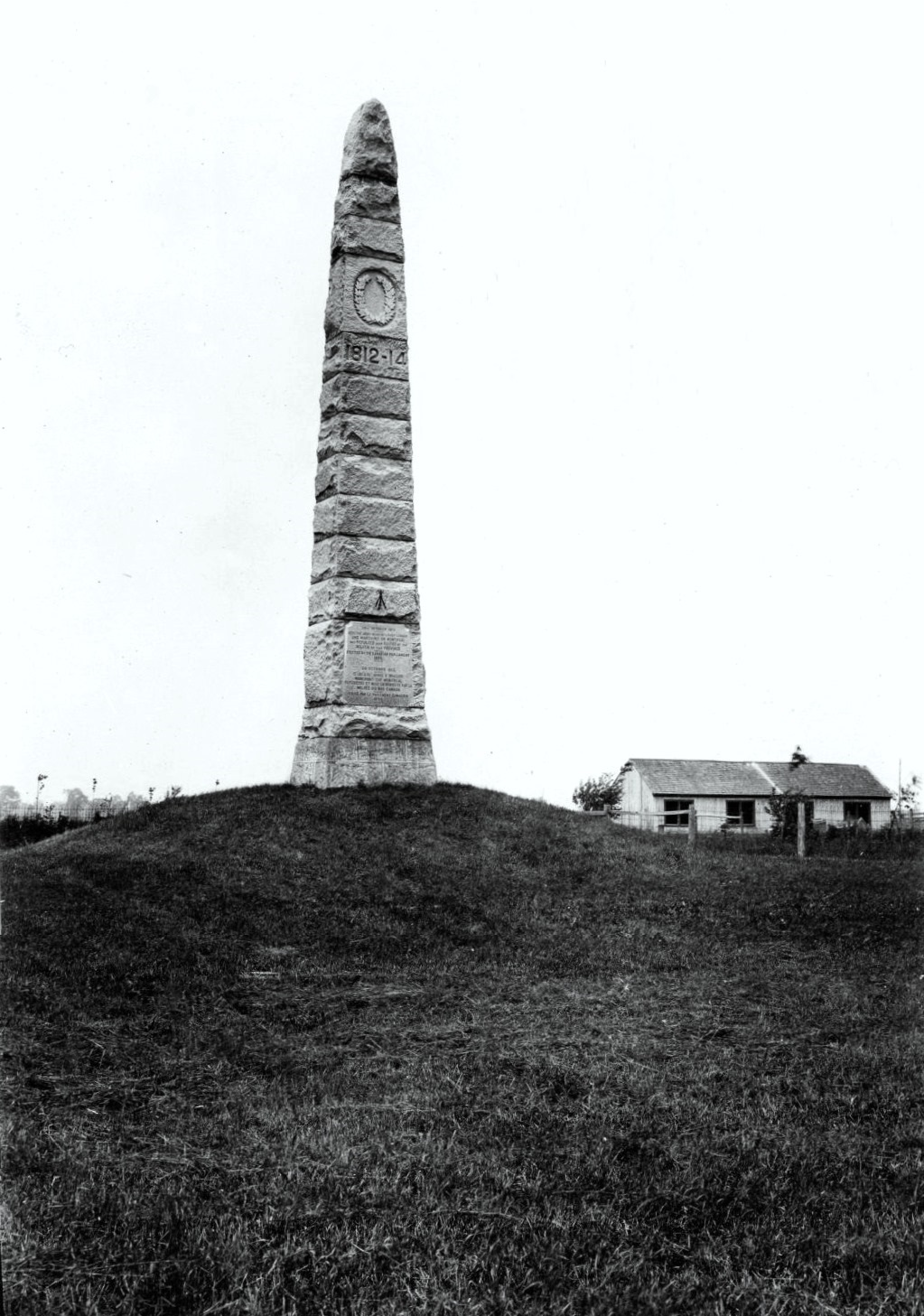
Obélisque érigée en 1895

Pour commémorer ce haut fait d'armes, Parcs Canada possède un site historique national relatant les exploits de cette victoire canadienne.
Situé sur la ligne de front du champ de bataille, le centre d'interprétation est ouvert de la mi-juin à la fin août, tous les jours de 10h à 17h00. Diverses activités mettant en valeur la bataille de la Châteauguay y sont proposées.